# Michel Roblin
Pour les articles homonymes, voir Roblin.
Michel Robert Roblin, né le 8 juin 1910 dans le 14e arrondissement de Paris et mort le 1er avril 1998 à Beauvais, est un historien français, spécialisé notamment en onomastique.

## Biographie
Michel Roblin entreprend des études d’histoire dans les années 1930-1940. Vers 1950, il soutient avec succès une thèse de doctorat sur le terroir de Paris aux époques gallo-romaine et franque (voir Publications ci-dessous), publiée en 1951. Il devient chercheur, puis maître de recherches au cours des années 1960 et enfin directeur de recherches titulaire au CNRS en 1967. Il est également chargé de conférences à l'École pratique des hautes études (IVe section : Sciences historiques et philologiques), où il enseigne l'Histoire de l'habitat et du peuplement en France aux époques anciennes. Il réside à cette époque à Paris, boulevard Saint-Marcel.
Il tend à se spécialiser au cours de sa carrière dans l’histoire de la région parisienne, ainsi que dans celle des populations juives de France et de Paris. Fortement intéressé par les problèmes d’onomastique dont il fait un complément indispensable de toute étude historique, il réalise également d’importants travaux dans le domaine de la toponymie (noms gallo-romains en -(i)acum, hagiotoponymie) et de l’anthroponymie.

## Contribution à la toponymie
La célèbre thèse de Michel Roblin sur le terroir de Paris aux époques gallo-romaine et franque est à l'origine d'un renouveau manifeste de la toponymie française.

### Les noms gallo-romains en-(i)acum
Comme l’avait fait Marc Bloch avant lui, Michel Roblin s’oppose à d’Arbois de Jubainville et ses continuateurs (en particulier Albert Dauzat), pour qui les toponymes gallo-romains en -(i)acum sont des noms de propriétés essentiellement formés sur des anthroponymes. Pour Michel Roblin, ce suffixe d’origine celtique a une valeur très générale (comme c’était le cas en gaulois), et peut donc également être associé à des appellatifs évoquant le relief, la nature du terrain, la végétation, etc. Il considère que bien des anthroponymes proposés pour expliquer des toponymes en -(i)acum sont en fait des formations hypothétiques qui n’ont d’autre but que de soutenir la position théorique de d’Arbois de Jubainville et de ses continuateurs. Dans le cas des finales en -i-acum, Roblin voit l’influence de formes adjectivales en -ea, telles que montanea « de la montagne », buxea « du buis », etc. Ainsi, un toponyme tel que Montigny < °Montaniacum ne représenterait pas nécessairement « le domaine de Montanus » (explication traditionnelle), mais pourrait aussi désigner « le lieu du mont » (du latin populaire montanea) ; de même, Fleury < °Floriacum peut représenter « le domaine de Florius » ou « le lieu où il y a des fleurs » (du latin flos, floris), en tant que terrain défriché : d’où la nécessité de confronter les données toponymiques avec la réalité du terrain d'une part, et de l'autre avec l’épigraphie, et de ne conserver parmi les anthroponymes susceptibles d'expliquer un nom en -(i)acum que ceux qui sont formellement attestés.

### Toponymie et peuplement
Un autre point important que Michel Roblin souligne dans sa thèse est la faible valeur de la répartition des toponymes en strates linguistiques, en ce qui concerne la datation des noms de lieux : le gaulois perdure en effet jusqu’au IVe siècle au moins, et le latin jusqu’aux environs du IXe siècle en tant que langue véhiculaire, d’où un certain flou chronologique dans ce domaine. La toponymie permet surtout, selon lui, de cartographier les diffusions linguistiques, plutôt que d’établir une chronologie rigoureuse du peuplement.

## Publications

Couverture de Voyage des noms, 1959.

### Ouvrages
- Le Terroir de Paris aux époques gallo-romaine et franque : peuplement et défrichement dans la Civitas des Parisii (Seine, Seine-et-Oise), préface de M. Albert Grenier, membre de l’Institut, éd. A. et J. Picard, Paris, 1951, 381 p.; rééd. A. et J. Picard, Paris, 1971, XIV-491 p. — Thèse soutenue à l’Université de Paris. — Compte-rendu d'Albert Dauzat in Revue Internationale d'Onomastique III, 1951, p. 231-236.
- Les Juifs de Paris : Démographie - Économie - Culture, éd. A. et J. Picard, Paris, 1952, 197 p.; ouvrage publié avec le concours du CNRS.
- Paganisme et rusticité, un gros problème, une étude de mots, éd. Armand Colin, Paris, 1953.
- Voyages des noms : origines et changements de sens à travers les pays et les siècles, Société Parisienne d'Édition, 1959, 236 p. — Recueil d'articles ayant paru dans la revue Sciences et voyages.
- Le Terroir de l'Oise aux époques gallo-romaine et franque. Peuplement, défrichement, environnement, éd. A. et J. Picard, Paris, 1978, 346 p., 35 fig. h-t.
- Quand Paris était à la campagne : origines rurales et urbaines des vingt arrondissements, éd. A. et J. Picard, Paris, 1985, 255 p.

### Articles
- « Une bourgade d'Europe orientale : Leova (Bessarabie) », in La Géographie, Firmin-Didot, Paris, avril 1935, 24 p.
- « Notes de toponymie. Bas-Comminges et Volvestre (Toulousain méridional) », in Bulletin de la Société de Géographie de Toulouse, 54e année, 1935, p. 32-39, 66-70.
- [« L'origine du mot Montjoie »], in Bulletin de la Société nationale des antiquaires de France (1945-1947), 1950, p. 45-47.
- « Saint Eugène et l’étang sacré de Deuil (Seine-et-Oise) », in Mémoires de la Fédération des Sociétés historiques et archéologiques de Paris et de l'Île-de-France, II, 1950, p. 7-19. — Rééd. sous forme de plaquette, Société de l'Histoire de Paris, 1953, 19 p.
- « Quelques remarques sur les noms de famille des Juifs en Europe orientale », in Revue internationale d’onomastique II, 1950, Paris, CNRS, 1950, p. 291-298.
- « Les noms de famille des Juifs d’origine ibérique », in Revue internationale d’onomastique III, 1951, Paris, CNRS, 1951, p. 65-72.
- « Le nom de lieu Marmagne. Contribution à l'étude des grands défrichements médiévaux », in Actes et Mémoires du IIIe Congrès international de Toponymie et d'Anthroponymie, Bruxelles, 15-19 juillet 1949, Centre international d’onomastique, Louvain, 1951, vol. III, p. 604-623.
- « Noms de lieux de la France romane et noms de famille juifs en France et à l’étranger », in Actes et Mémoires du IIIe Congrès international de Toponymie et d'Anthroponymie, Centre international d’onomastique, Louvain, 1951, vol. III, p. 764-773.
- « Le nom de Mortagne et de Mauritanie », in Bulletin de la Société nationale des antiquaires de France (séance du 9 février 1949), 1952, p. 171-182.
- « Les origines du toponyme Semur, Sermur, Saumur », in Bulletin de la Société nationale des antiquaires de France (1950-1951), 1953, p. 178-179.
- « Les origines de Suresnes et de ses environs », in Bulletin de la Société historique de Suresnes III, 1953-1954, p. 50-57.
- « Pour l’hagiotoponymie française, un instrument défectueux, le dictionnaire topographique de la France », in Annales. Économies. Sociétés. Civilisations. IX, 1954, éd. Armand Colin, p. 342-346.
- « Les grands domaines de l'aristocratie gallo-romaine et la toponymie », in Revue anthropologique, nouvelle série, II, année 1956, p. 139-148.
- « Les noms de lieux “Semur, Sermur, Saumur et Zamora“ », in Revue des Études anciennes LVIII, année 1956, p. 254-268.
- « Saint Étienne dans l'hagiotoponymie française », in Vie et Langage V, 1956, p. 278-282.
- « Un lieu ou souffle l'esprit, Nanterre », in Vie et Langage V, 1956, p. 380-381.
- « Chronique d'Ethnonymie. Basques et Gascons », in Vie et Langage V, 1956, p. 513-518.
- « Saint Nicolas », in Vie et Langage VI, 1956, p. 569-571.
- « Les noms de lieux d'origine religieuse », in Revue anthropologique, nouvelle série, III, année 1957, p. 208-215.
- « Le Nom de lieu Balzac, contribution à la toponymie méridionale », in Mélanges géographiques offerts en hommage à M. Daniel Faucher, 1957, Toulouse, Université, 1957; 9 p.
- « What's in a Name ? », in Panorama : The Laurel Review no 1, Dell Books, New York, 1957.
- « Saint Gilles », Vie et Langage no 58, janvier 1957, p. 15-17.
- « Le Yiddich, langue mystérieuse », in Vie et Langage no 65, août 1957, 7 p.
- « L'histoire juive par les noms de famille », in L'Arche no 12, décembre 1957, p. 25-26; no 13, janvier 1958, p. 23-24, 52; no 16, avril 1958, p. 21-21, 43; no 23, novembre 1958, p. 31-32, 57; no 27, mars 1959, p. 31-32, 57; no 54, juin 1961, p. 52-55, 95; no 63, mars 1962, p. 47-49, 69-71; no 64, avril 1962, p. 42-45, 69.
- « Un nom de moulins et d'étangs. Choisel », in Vie et Langage no 76, juillet 1958, 307-311.
- « Forêts, histoire et linguistique », in La Nature no 3308, 1960, p. 508-513.
- « Voyages linguistiques. Nord et Pas-de-Calais », in Sciences et voyages no 175, 1960, p. 38.
- « Voyages linguistiques. Picardie », in Sciences et voyages no 176, 1960, p. 31.
- « Voyages linguistiques. Les noms de quartiers de Paris. Dans la banlieue parisienne », in Sciences et voyages no 178, 1960, p. 24, 40.
- « Voyages linguistiques. En Île-de-France », in Sciences et voyages no 179, 1960, p. 38.
- « Les Limites de la Civitas des Silvanectes », in Journal des savants, éd. C. Klincksieck, Paris, année 1963, volume 2, no 2, p. 65-85. — Lire ce texte sur Persée.
- « Le Plan cadastral de Verneuil en Halatte (Oise), toponymie, histoire et archéologie », in Revue internationale d’onomastique XVI, année 1964, Paris, CNRS, p. 185-205.
- « Hydrothérapie antique et toponymie », in Médecine de France, année 1964, s.l., s.n.; 8 p.
- « De Lourcines à la Tombe-Issoire », Mémoires de la Fédération des Sociétés historiques et archéologiques de Paris et de l’Île-de-France XV, 1964, [1965], p. 7-42.
- « Le Culte de saint Martin dans la région de Senlis, contribution à l’histoire du peuplement dans la civitas des Silvanectes », in Journal des savants, juillet-septembre 1965, p. 543-563.
- « Cités ou citadelles ? : les enceintes romaines du Bas-Empire d’après l’exemple de Senlis », in Revue des études anciennes, année 1965, Bordeaux, Faculté des lettres; 23 p.
- « Habitats disparus dans la région de Senlis », in Actes du 90e Congrès national des sociétés savantes, Nice, 1965/1966, Paris, Bibliothèque Nationale, 1966; 37 p.
- « Histoire du peuplement et de l’habitat en France aux époques anciennes », in Annuaire de l'École Pratique des Hautes Études, 1966/1967, Droz, Genève, 1967; 12 p.
- « Salines et fontaines salées. Leur influence sur le peuplement et la fixation de l'habitat en France au cours de l'Antiquité et du Haut-Moyen Âge », in Bulletin Archéologique du Comité des Travaux historiques, année 1968 [1970], p. 189-214.
- « Petromantalum, Saint-Clair et le Vexin : trois énigmes à Saint-Clair-sur-Epte », in Journal des savants, Librairie C. Klincksieck, Paris, janvier-mars 1976.